# Nicrophorus encaustus
Nicrophorus encaustus es un coleóptero de la familia de los sílfidos.